# Prostomis americanus
Prostomis americanus es una especie de coleóptero de la familia Prostomidae.
Mide 4.8-6.2 mm. Habita en madera muerta o semipodrida. Se encuentra en el oeste de Norteamérica dese Columbia británica a California.